# Hepatitis B

Distribució de casos d'Hepatitis B al món (2012)

L'hepatitis B és un dels tipus d'hepatitis vírica que es coneixen. Es transmet per via sanguínia o per via sexual des d'un malalt amb hepatitis activa o d'un portador sa del virus de l'hepatitis B (VHB). Pot causar una infecció aguda, però sovint persisteix a la sang de forma crònica, podent cursar cirrosi hepàtica al fetge, càncer de fetge, insuficiència hepàtica i, eventualment, la mort. Actualment hi ha una vacuna per a la seua prevenció.
La infecció per VHB permet la infecció per l'agent delta causant de l'hepatitis D o el qual pot causar una fallada hepàtica i la mort fulminant.
El virus es transmet comunament per via sexual, però també tenen rellevància epidemiològica els UDVP (usuaris de drogues per via parenteral, transfusions sanguínies, tatuatges, acupuntura, extraccions dentals i per via vertical durant el part). Com moltes MTS es pot prevenir fent servir preservatiu en les relacions sexuals amb persones de qui es desconeix el seu estat d'infecció.

## Transmissió
Una persona sana es pot contagiar quan la seva sang entra en contacte amb la sang d'una persona infectada pel virus de l'hepatitis B. Les causes més freqüents de contagi són:
- Les transfusions sanguínies (si una persona sana rep sang d'una de donant infectada). Actualment això no és possible a Catalunya, ja que s'analitzen sistemàticament totes les donacions
- Les punxades amb xeringues que han estat utilitzades per persones infectades (tatuatges, acupuntura, consum de drogues…).
- El contacte amb líquids corporals a través de relacions sexuals no protegides.
- Les ferides, esgarrapades i altres lesions a la pell (quan la sang d'aquestes entra en contacte amb la sang d'una persona infectada).
- El fet de compartir objectes d'higiene personal, com ara raspalls de dents, maquinetes d'afaitar, tallaungles, etc., amb una persona infectada.
- De mare a fill en el moment del part (a aquest mecanisme se li diu transmissió vertical).[1]

## Símptomes
De vegades els símptomes triguen a manifestar-se o no arriben a fer-ho mai, però això no implica que el virus no es pugui transmetre a una altra persona. Els símptomes inclouen cansament, pèrdua de la gana, nàusees, vòmits, dolor d'estómac, dolor de les articulacions, febre, icterícia (coloració groga de la pell i dels ulls), orina fosca. Des del moment que la persona entra en contacte amb el virus fins que desenvolupa la infecció poden passar d'un a sis mesos.

## Diagnòstic
L'hepatitis B es pot diagnosticar a través d'una anàlisi de sang que permet veure els nivells de transaminasa del fetge, cosa que ens pot indicar si hi ha alguna disfunció. També es poden fer anàlisis de sang per detectar l'existència d'antígens produïts pel virus de l'hepatitis B, i d'anticossos, fabricats pel mateix organisme contra el virus de l'hepatitis B.

## Tractament
El tractament és difícil i és per això que cal protegir-se amb la vacunació. En el cas de l'hepatitis aguda, no existeix un tractament específic. Es recomana descansar, seguir una dieta equilibrada i beure molt líquid. Cal evitar especialment el consum d'alcohol i consultar el metge davant qualsevol dubte sobre aliments o substàncies a prendre.
L'hepatitis crònica es pot tractar amb medicaments com els antivirals i l'interferon, que poden contribuir a prevenir que el virus es multipliqui. En els casos de cirrosi o altres complicacions, pot ser necessari un trasplantament de fetge.

## Vacunació
A Catalunya, els preadolescents de dotze anys reben de forma sistemàtica la vacuna de l'hepatitis B conjuntament amb la de l'hepatitis A. També s'ha afegit la vacunació sistemàtica de l'hepatitis B al calendari per a tots els nadons en el primer any de vida. Aquesta vacuna requereix tres dosis i és molt eficaç i fàcil d'administrar. Es posa al braç amb agulles indolores, és completament inofensiva i no produeix efectes secundaris (febre, vòmits, etc.).